# 1971年の宝塚歌劇公演一覧
本項目では、1971年の宝塚歌劇公演一覧（1971ねんのたからづかかげきこうえんいちらん）について示す。

## 宝塚大劇場公演

### 雪組
- 1月1日 - 1月28日
- 参考文献は宝塚60年史別冊[1]

#### 宝塚ミュージカル『紅梅白梅』 10場
- 新人公演：1月16日

スタッフ
- 作・演出：植田紳爾
- 振付：花柳寿楽
- 作曲・編曲：寺田瀧雄、入江薫
- 音楽指揮：野村陽児
- 装置：渡辺正男
- 衣装：小西松茂、中川菊枝
- 照明：山本重信
- 小道具：万波一重
- 効果：坂上勲
- 音響監督：松永浩志
- 演出補：阿古健
- 制作：小辻糺

主な出演・本公演
- 曽我十郎：郷ちぐさ
- 五郎：汀夏子
- 母：大路三千緒
- 工藤祐経：神代錦
- 真砂：三鷹恵子
- 春苑尼：木花咲耶
- 八幡三郎：曽我桂子
- 仁田四郎：岸香織
- 五郎丸：景千舟
- 小笹：摩耶明美

主な出演・新人公演
- 城火呂絵
- 楠かおり
- 景千舟
- 志都美咲

#### グランド・ショー『シンガーズ・シンガー』 24場
- 作・演出：鴨川清作

### 星組
- 1月30日 - 2月25日
- 参考文献は宝塚60年史別冊[2]

### 月組
- 2月27日 - 3月24日
- 参考文献は宝塚60年史別冊[3]

#### ミュージカル・プレイ『ドン・ホセの一生』 20場
- メリメ原作『カルメン』より

#### グランド・ショー『タイム・マップ』 18場
- 作・演出：内海重典

### 花組
- 3月26日 - 4月27日
- 参考文献は宝塚60年史別冊[4]

#### 宝塚コメディ『花は散る散る』 12場
- 新人公演：4月17日

スタッフ
- 作・演出：植田紳爾
- 振付：二世西川鯉三郎
- 作曲：寺田瀧雄
- 音楽指揮：野村陽児
- 装置：渡辺正男
- 衣装：小西松茂、中川菊枝
- 照明：今井直次
- 小道具：上田特市
- 効果：坂上勲
- 音響監督：松永浩志
- 演出補：阿古健
- 制作：大谷真一

主な出演・本公演
- 光源氏：春日野八千代
- 弥生の君：淡路通子
- おこん：水穂葉子
- こん太：美吉野一也
- 藤三郎狐：甲にしき
- 葛の葉：亜矢ゆたか
- 則光：薫邦子
- 保名：水はやみ
- 若紫：竹生沙由里
- 阿倍童子：有花みゆ紀

主な出演・新人公演
- 薫邦子
- 笹波里花
- 瀬戸内美八
- 室町あかね
- 明日香みやこ

### 雪組
- 4月28日 - 5月27日
- 参考文献は宝塚60年史別冊[5]

#### ミュージカル・コメディ『ペーター一世の青春』 12場
- 新人公演：5月14日

スタッフ
- 作・演出：菅沼潤
- 作曲・編曲：吉崎憲治、十時一夫
- 音楽指揮・歌唱指揮：十時一夫
- 振付：岡正躬、喜多弘
- 装置：石浜日出雄
- 衣装：任田幾英
- 照明：今井直次
- 小道具：上田特市
- 効果：坂上勲
- 音楽監督：松永浩志
- 演出補：岡田敬二
- 制作：小辻糺

主な出演・本公演
- ペーター一世：郷ちぐさ
- ペーター・イワノフ：汀夏子
- バン・ベッド：大路三千緒
- ブラウン未亡人：岸香織
- エイブラハム中尉：楠かおり
- イワン：瀬戸千尋
- ソフィア：高宮沙千
- ル・フォート公：景千舟
- マリー：摩耶明美
- シャルロッテ：玉梓真紀
- アンドレイ：順みつき

主な出演・新人公演
- 楠かおり
- 景千舟
- 志都美咲
- 玉梓真紀
- 順みつき

### 星組
- 5月29日 - 6月29日
- 参考文献は宝塚60年史別冊[6]

#### ミュージカル・ロマンス『いのちある限り』 10場
- 新人公演：6月12日

スタッフ
- 脚本・演出：柴田侑宏
- 作曲：寺田瀧雄
- 音楽指揮：野村陽児
- 振付：西川鯉暢
- 装置：黒田利邦
- 衣装：小西松茂、中川菊枝
- 照明：今井直次
- 小道具：上田特市
- 効果：坂上勲
- 音響監督：松永浩志
- 演出補：岡田敬二
- 制作：野田浜之助

主な出演・本公演
- お紋：大原ますみ
- 松嶋新次郎：鳳蘭
- 松島帯刀：水代玉藻
- みち：瑠璃豊美
- 竜之助：安奈淳
- 藤七：美吉左久子
- お新：如月美和子
- 文字若：若山かずみ
- およし：大空美鳥
- 八重：衣通月子

主な出演・新人公演
- 椿友里
- 松あきら
- 雅さち
- 沢かをり
- 奈緒ひろき
- 甲山みき

#### ミュージカル・ショー『ノバ・ボサ・ノバ』-盗まれたカルナバル- 24場
- 作・演出：鴨川清作

### 月組
- 7月1日 - 7月29日
- 参考文献は宝塚60年史別冊[7]

#### 舞踊詩『川は光る』 10場
スタッフ
- 作・演出：大関弘政
- 作曲・編曲：中井光晴、入江薫、河崎恒夫、寺田瀧雄
- 音楽指揮：野村陽児
- 振付：花柳寿楽、花柳錦吉、高木祥次、司このみ
- 装置：黒田利邦
- 衣装：小西松茂、中川菊枝
- 照明：今井直次
- 小道具：万波一重
- 効果：川ノ上智洋
- 音響監督：松永浩志
- 演出助手：太田哲則
- 制作：平松悟

主な出演
- 歌う男：大滝子
- 娘：笹潤子、初風諄、千草美景
- 天の川の男：榛名由梨
- 天の川の女：小松美保
- 男の子：麻生薫

#### アンデルセン童話『人魚姫』-愛と魂の物語- 20場
- 作・演出：高木史朗

### 花組
- 7月31日 - 8月28日
- 参考文献は宝塚60年史別冊[8]

#### アンデルセン童話『人魚姫』-愛と魂の物語- 20場
- 作・演出：高木史朗

#### ミュージカル・風土記『浜千鳥』 10景
スタッフ
- 構成・演出：渡辺武雄
- 脚本・演出補：阿古健
- 作曲・編曲：高橋廉、堤五郎、河崎恒夫
- 音楽指揮：溝口堯
- 振付：渡辺武雄、溝口堯、鈴木武、睦千賀
- 装置：黒田利邦
- 衣装：小西松茂、中川菊枝
- 照明：今井直次
- 小道具：上田特市
- 効果：川ノ上智洋
- 音響監督：松永浩志
- 演出助手：太田哲則
- 制作：大谷真一

主な出演
- 太良：甲にしき
- ちじゅ：竹生沙由里
- むん：亜矢ゆたか
- まかと：薫邦子
- 爺：淡路通子
- 代官：水穂葉子
- 小平太：美吉野一也
- 歌手：諏訪みどり、銀あけみ、水はやみ

### 星組
- 8月27日 - 9月28日
- 参考文献は宝塚60年史別冊[9]

#### 宝塚グランド・ロマン『我が愛は山の彼方に』 15場
- 演出：長谷川一夫

#### グランド・ショー『マイ・ブロードウェイ』 18場
- 作・演出：酒井澄夫

### 雪組
- 9月30日 - 10月28日
- 参考文献は宝塚60年史別冊[10]

#### 宝塚ミュージカル『江戸ッ子三銃士』 13場
- 新人公演：10月16日

スタッフ
- 作・演出：植田紳爾
- 振付：花柳寿楽
- 作曲：寺田瀧雄、入江薫
- 音楽指揮：野村陽児
- 装置：渡辺正男
- 衣装：小西松茂、中川菊枝
- 照明：今井直次
- 小道具：上田特市
- 効果：坂上勲
- 音響監督：松永浩志
- 演出助手：太田哲則、村上信夫
- 制作：小辻糺

主な出演・本公演
- 花魁、幡随院長兵衛：打吹美砂
- 阿倍四郎五郎：沖ゆき子
- 五貫屋善兵衛：大路三千緒
- 唐犬新兵衛：郷ちぐさ
- 大川新兵衛：汀夏子
- 中村新兵衛：景千舟
- お仲：高宮沙千
- 蘭々：岸香織
- 麗々：摩耶明美
- 真々：順みつき
- 子供：葉山三千子、麻樹こずえ、浦路夏子、尚すみれ、上條あきら

主な出演・新人公演
- 玉穂ゆかり
- 浦路夏子
- 順みつき
- 尚すみれ
- 登流栄

#### グランド・ショー『サンライズ・アゲイン』 24場
- 作・演出：岡田敬二

### 花組
- 10月30日 - 11月30日
- 参考文献は宝塚60年史別冊[11]

#### ミュージカル・ロマンス『小さな花がひらいた』 10場
- 山村周五郎・作『ちいさこべ』より

#### グランド・ミュージカル『シシリーの夕陽』 20場
スタッフ
- 作・演出：菅沼潤
- 作曲：吉崎憲治
- 編曲：吉崎憲治、中野潤二、佐々田芳彦
- 音楽指揮：溝口堯
- 振付：岡正躬、県洋二、山田卓
- 装置：石浜日出雄
- 衣装：任田幾英
- 照明：今井直次
- 小道具：上田特市
- 効果：扇野信夫
- 音響監督：松永浩志
- 演出補：岡田敬二
- 演出助手：村上信夫
- 制作：大谷真一

主な出演
- アリーゴ：甲にしき
- プロチーダ：薫邦子
- ド・モンフォール：麻月鞠緒
- エレナ公妃：竹生沙由里
- 女官長：淡路通子
- アリーゴの母：睦千賀
- 僧院長：水穂葉子
- ミランドリーナ：亜矢ゆたか
- ダニエル：水はやみ
- バーモンド伯：瀬戸内美八
- ド・ベチューン伯：室町あかね
- ニネッタ：有花みゆ紀

### 月組
- 12月2日 - 12月26日（11日・12日は愛読者大会のため公演なし）
- 参考文献は宝塚60年史別冊[12]

#### ミュージカル『ゴールド・ヒル』 13場
- 作・演出：阿古健

#### ファンタスティック・ショー『ハレルヤ』 18場
- 作・演出：草野旦

## 東京公演
（）内は、作者または演出者名。特別出演以外の出典は宝塚90年史

### 花組
- 1月2日 - 1月27日　新宿コマ劇場
  - 『扇源氏』（柴田侑宏）
  - 『アポローン』（菅沼潤）

特別出演
- 南原美佐保

### 雪組
- 3月1日 - 3月29日　東京宝塚劇場
  - 『紅梅白梅』（植田紳爾）
  - 『シンガーズ・シンガー』（鴨川清作）

特別出演
- 神代錦
- 真帆志ぶき

### 星組
- 4月3日 - 4月27日　東京宝塚劇場
  - 『星の牧場』（庄野英二　原作、高木史朗　脚本・演出）
  - 『オー!ビューティフル』（横澤英雄）

特別出演
- 牧美佐緒

### 月組
- 5月2日 - 5月28日　新宿コマ劇場
  - 『ラプソディ』（内海重典）
  - 『タイム・マップ』（内海重典）

特別出演
- 南原美佐保

### 花組
- 6月5日 - 6月28日　東京宝塚劇場
  - 『花は散る散る』（植田紳爾）
  - 『ジョイ!』（小原弘稔）

特別出演
- 春日野八千代

### 雪組
- 8月6日 - 8月31日　東京宝塚劇場
  - 『ペーターの青春』（『ペーター一世の青春・改題』）（菅沼潤）
  - 『ノバ・ボサ・ノバ』（鴨川清作）

特別出演
- 真帆志ぶき
- 牧美佐緒
- 大空美鳥

### 月組
- 9月4日 - 9月28日　東京宝塚劇場
  - 『川は光る』（大関弘政）
  - 『人魚姫』（高木史朗）

特別出演
- 加茂さくら

### 星組
- 11月2日 - 11月28日　東京宝塚劇場
  - 『我が愛は山の彼方に』（長谷川一夫　演出、植田紳爾　脚本）
  - 『愛のコンチェルト』（鴨川清作）

特別出演
- 天城月江
- 沖ゆき子
- 真帆志ぶき

## 宝塚大劇場・東京以外の日本公演
（）内は、作者または演出者名。出典は宝塚90年史。

### 月組
- 1月10日 - 1月24日　福島、太田、小田原、和歌山、北九州、大分、川内
  - 『百花扇』（鴨川清作）
  - 『ハロー!タカラヅカ』（鴨川清作）

### 花組
- 5月9日 - 5月16日　福岡スポーツセンター
  - 『花は散る散る』（植田紳爾）
  - 『アポローン』（菅沼潤）

### 第8回宝塚フェスティバル
- 6月4日　大阪・毎日ホール

### 星組
- 7月14日 - 7月27日　室蘭、苫小牧、旭川、士別、釧路、網走、青森、高崎、水戸
  - 『いのちある限り』（柴田侑宏）
  - 『ビューティフル・タカラヅカ』（鴨川清作）

### 月組
- 10月9日 - 10月18日　名古屋・中日劇場
  - 『ドン・ホセの一生』（白井鐡造）
  - 『タイム・マップ』（内海重典）

### 雪組
- 11月8日 - 11月25日　松江、山口、鹿児島、大分、佐賀、伊万里、小倉、長門、岩国、佐伯
  - 『紅梅白梅』（植田紳爾）
  - 『カーニバル・イン・タカラヅカ』（鴨川清作）

## オランダ・スウェーデン訪問
参考文献は宝塚歌劇60年史と80年史
- 1971年9月22日羽田空港出発、10月4日羽田空港帰着

### 公演日と公演地
- 9月24日　アムステルダムのホテル・オークラ・アムステルダム
- 9月27日 - 9月30日　ストックホルムのグランドホテルでレセプションに出演

### スタッフ
- 団長：土田善久

ほか

### 参加生徒
- 笹潤子
- 甲にしき
- 亜矢ゆたか
- 銀あけみ
- 薫邦子
- 水はやみ
- 近衛杏
- 竹生沙由里
- 八汐みちる
- 瀬戸内美八

（10名）